# Regitzer Spitz
Der Regitzer Spitz ist mit 1135 m ü. M. der Hauptgipfel des Fläscherbergs im Schweizer Kanton Graubünden. Er ist der westlichste Ausläufer des Rätikon.

## Lage
Der Berg liegt auf dem Gebiet der Gemeinde Fläsch, das Dorf liegt leicht südlich zwischen Regitzer Spitz und dem Rhein im Westen.
Der Nordfuss des Fläscherbergs bildet die Staats- und Landesgrenze zum Fürstentum Liechtenstein. Dessen Staatsgebiet reicht am Fläscherberg nirgends höher als 660 Meter, das sind nur 200 Meter über dem Talgrund bei Balzers. 
Nur der nordwestlichste Sporn, das Ellhorn (758 m ü. M.) gegenüber Sargans, ist landschaftlich prägend. Hier kommt der Rhein unmittelbar an den Fuss der westlichen Felswände des Fläscherbergs, dadurch ist das rechte Rheinufer an der Landesgrenze für Fahrzeuge unpassierbar. Bei Fläsch öffnet sich das Rheinufer wieder und bildet die Auen Rheinsand.
Gegen Osten wird der Fläscherberg durch den Passübergang der Luziensteig auf 713 Metern von den höheren Bergen des Falknis-Kamms getrennt. Zweiter prägnanter Gipfel des Fläscherbergs ist der Guschaspitz (1102 m ü. M.).

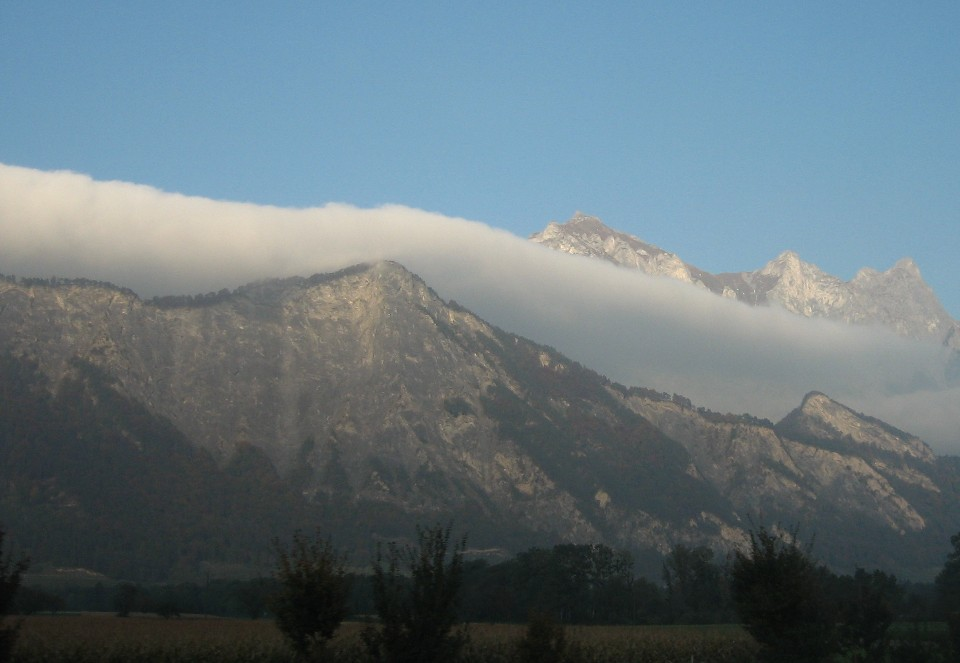
Regitzer Spitz vor dem hoch aufragenden Falknis
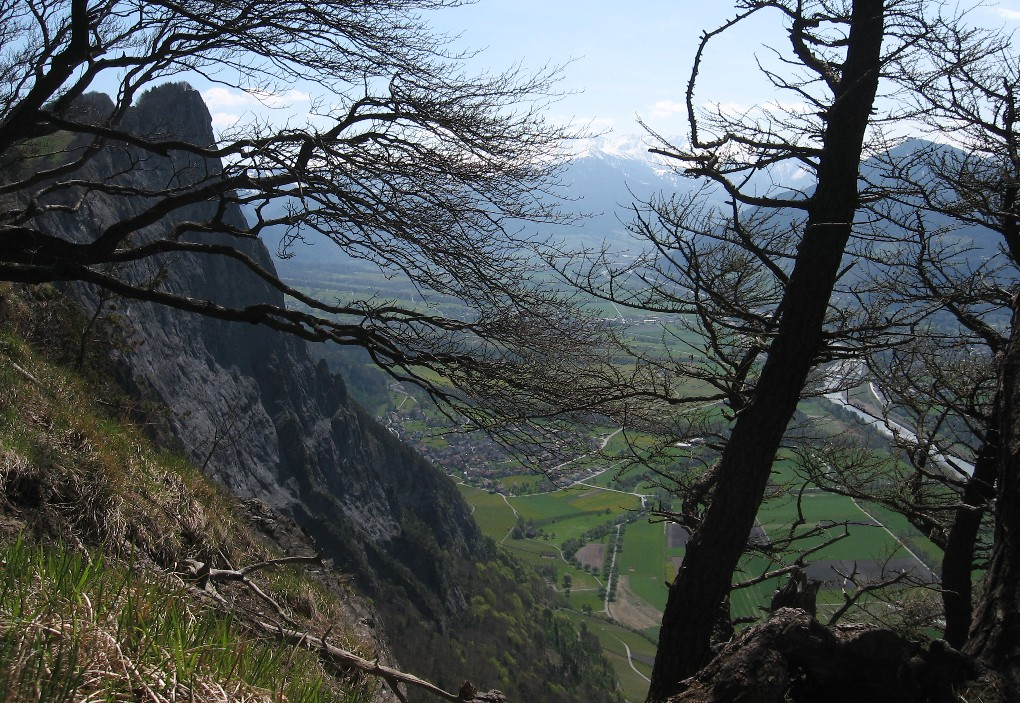
Regitzer Spitz von Norden, über dem Dorf Fläsch. Weiter rechts fliesst der Rhein

## Landesgeographische Bedeutung
Im Kanton Graubünden ist der Fläscherberg der nördlichste vollständig auf Kantonsgebiet liegende Berg. 
Seine Lage über dem Rheintal – und auch seine Form – prädestinierten den Fläscherberg zu einem Bollwerk der Schweizer Armee. Verschiedentlich sieht man Mannschaftsunterkünfte sowie Eingänge zu Kommandobunkern im oberen Teil und zu Geschützbunkern im unteren Teil.

## Erschliessung
Die Ostseite des Fläscherbergs ist sanft ansteigend und macht den Gipfel des Regitzer Spitz zu einem vielbesuchten Ausflugsziel sowohl von Wanderern als auch von Mountainbike-Fahrern. Ein steiler Weg führt direkt nach Fläsch und weitere Wege ermöglichen eine Rundwanderung. Der Wanderweg war vom Herbst 2013 bis Sommer 2014 wegen eines Felssturzes gesperrt, seitdem ist er mit einer neuen Routenführung wieder gefahrlos begehbar.

## Felssturz
Am 25. November 2012 lösten sich erstmals im Bereich der Festung Tschingel 500 Tonnen Fels und donnerten zu Tal. Ein zweiter Felssturz ereignete sich am 15. Oktober 2013 im Gebiet Schnielskopf. Zwischen 50 und 100 Kubikmeter Gestein stürzten hinunter und wurden vom Wald aufgehalten. Der Felssturz schlug eine Schneise von etwa 80 Metern und riss zahlreiche Bäume um. Verletzt wurde niemand.

## Regitzer-Challenge
Von 2014 bis 2016 und wieder seit 2019 veranstaltet die Laufsportgruppe Grischuni-Runners den "Regitzer-Challenge". Ziel ist es, im Jahr möglichst oft den Regitzer Spitz durch Wandern, Rennen, Walken und Bike zu erklimmen (Kategorie „Count“). Zudem findet ein Zeitrennen statt (Kategorie „Time“). Der Regitzer-Challenge wird 2020 erneut ausgetragen.